# 让·拉辛

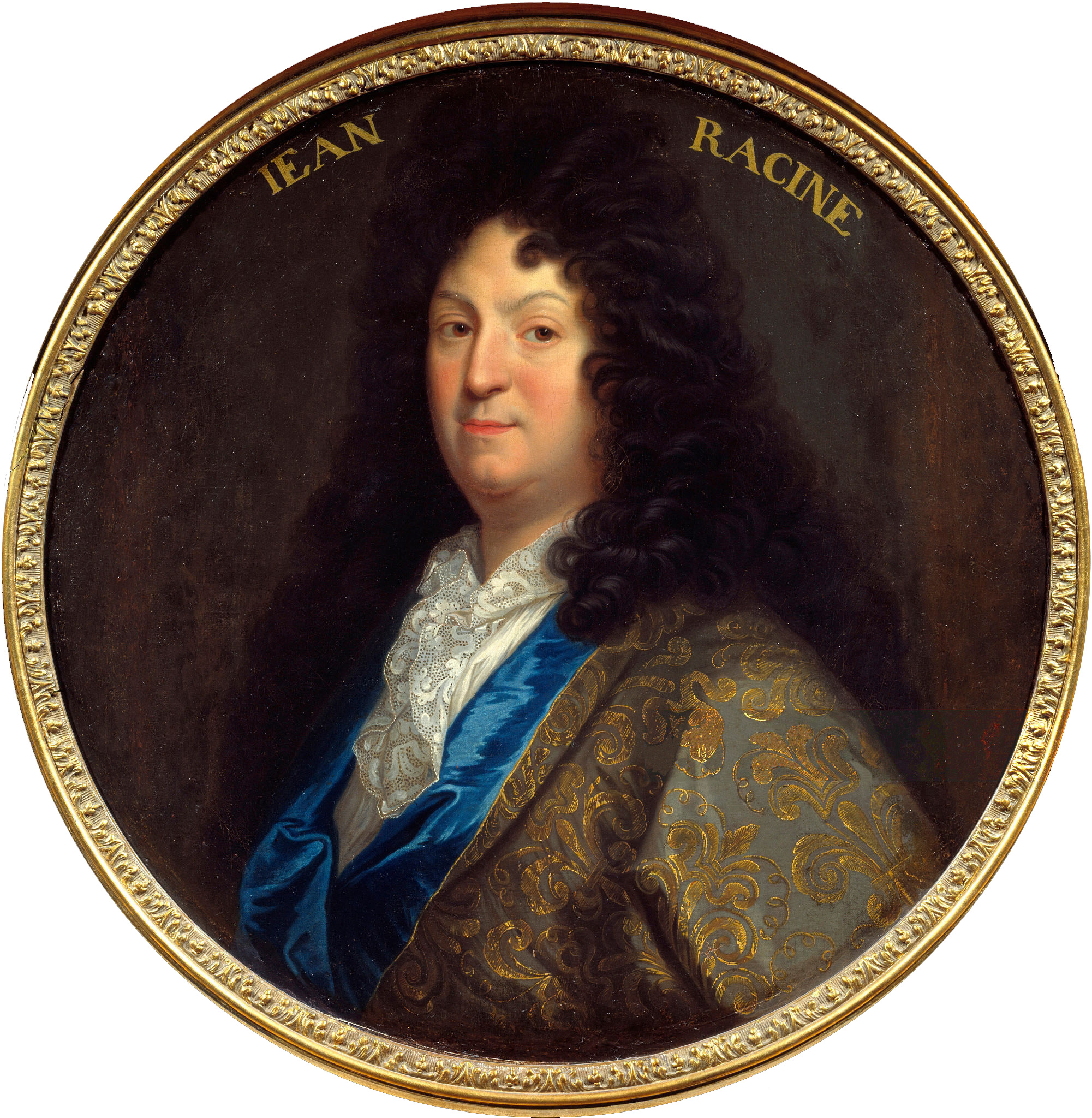
让·拉辛的17世纪画像

让-巴蒂斯特·拉辛（法語：Jean-Baptiste Racine，1639年12月22日—1699年4月21日），法国剧作家，与高乃依、莫里哀合称十七世纪最伟大的三位法国剧作家。

## 生平
拉辛出身于法国米隆堡的一个小官员家庭，自幼父母双亡，被外祖母和舅妈收养。拉辛天资聪颖，才思敏捷，他日后所得的成就归功于两件事：一是巴黎皇家码头修道院楊森派教士的培养，教他学习拉丁文和希腊文，对古代西方文化有精深的理解；二是莫里哀剧团排演了他的最初的剧本《德巴依特》（1664）、《亚历山大》（1665），使他掌握舞台剧的创作经验。拉辛的作品主要发表在1667年到1677年的十年间，如《昂朵马格》（1667）、《讼棍》（1668）、《布里塔尼居斯》（1669）、《蓓蕾尼丝》（1670）、《巴雅泽》（1672）、《米特里达特》（1673）、《伊菲莱涅亚》（1675）和《费德尔》（1677）。 
1672年，三十三岁的拉辛入选法兰西学术院。第二年，路易十四从弗朗什-孔泰战役凯旋，接着签订《奈梅亨条约》，西班牙拱手把瑞士边境的这一大片土地让给法国，确立了法国在欧洲的霸主地位，路易十四也被巴黎尊为「路易大帝」。路易十四踌躇满志，在凡尔赛宫大宴群臣，拉辛的《伊菲莱涅亚》被选中在宫里演出，后来又在巴黎演出，使拉辛的名声盖过高乃依。三一律在拉辛手中运用自如，不感到丝毫约束。拉辛不但会写悲剧，也会写喜剧，《讼棍》至今读来还是非常生动，不比莫里哀的作品逊色。此外，拉辛还擅于写抒情诗，《心灵雅歌》（1694）使他成为如龙萨、雨果、波德莱尔一样伟大的诗人。
封建时代，艺术家像其他处处仰人鼻息的工匠一样，没有多少地位和尊严。拉辛的最后一部杰作《费德尔》；又受到保守贵族的攻击，以“有伤风化”而停演。由于国王干预事态平息，拉辛则辍笔达十二年之久。他在路易十四宫廷当史官。1689年应曼特農夫人要求，创作《爱斯苔尔》、《阿达莉》，又受到莫里哀在二三十年前讽刺过的伪君子和假道学的贬斥，直至1699年病故以前，没有再为他心爱的舞台创作过一个剧本。
拉辛的戏剧创作以悲剧为主，作品被称为古典主义戏剧代表作。

## 作品節錄
- 《昂朵马格》（Andromaque，又译安德洛玛刻），1667年
- 《费德尔》（Phèdre），1677年
- 《阿达莉》（Athalie），1691年

## 外部連結
- Jean Racine的作品  - 古騰堡計劃
- Jean Racine  - 古滕堡分布式校对（加拿大）
- 互联网档案馆中让·拉辛的作品或与之相关的作品
- 來自让·拉辛的LibriVox公共領域有聲讀物